# Crystal Film Company
Crystal Film Company est une société de production américaine de cinéma fondée en 1912. La compagnie réalisa près de 300 films de court métrage entre 1912 et 1914. Elle a eu pour vedette l'actrice Pearl White. Les réalisateurs furent Phillips Smalley (qui signa presque tous les films) et Joseph A. Golden.